# Пімахова Діна Вікторівна
Діна Вікторівна Пімахова (нар.?, Запоріжжя) — колишній перший заступник Голови Державної міграційної служби України. Заслужений юрист України.

## Життєпис
Народилась у Запоріжжі. Закінчила Національну академію державного управління при Президентові України за спеціальністю «Правознавство» та Університет банківської справи Національного банку України за спеціальністю «Бізнес-адміністрування».
У 1999—2007 РОКАХ працювала на посадах у Запорізькій області, починаючи від державного виконавця районного відділу до заступника начальника Державної виконавчої служби України у Запорізькій області.
У 2007—2010 роках працювала на посаді начальник відділу в Міністерстві охорони навколишнього природного середовища України.
З березня 2011 по січень 2017 року — директор Департаменту паспортної роботи та громадянства Державної міграційної служби України. З січня 2017 року перший заступник Голови Державної міграційної служби України.

## Звинувачення
Згідно з оперативними даними Національного антикорупційного бюро України, Діна є одним із керівників злочинного угруповання у складі чинних та колишніх посадовців Державної міграційної служби України, члени якої вимагали грошові кошти за надання іноземцям громадянства України, посвідок на тимчасове проживання на території України, а також за винагороду пришвидшували виготовлення біометричних паспортів для громадян України.
24 грудня 2019 року Пімаховій було обрано домашній нічний арешт до 21 лютого 2020, як запобіжний захід в рамках розгляду справи проти неї. Її звинувачують в отриманні 2017 року 1,8 тис. $ хабаря за оформлення посвідки на проживання в Україні громадянинові В'єтнаму.

## Статки
За 2016 рік задекларувала 131 тис. грн прибутку, купила квартиру площею 120 м2 в елітному ЖК в Києві та два автомобілі Porsche Cayenne (її та чоловіка).

## Сім'я
Чоловік Пімахов Руслан Валерійович, син Андрій Віталійович Луценко, донька Рената Русланівна Пімахова, сестра Луценко Вікторія Вікторівна.